# Riacho Pilões
Riacho Pilões är ett periodiskt vattendrag i Brasilien.   Det ligger i delstaten Pernambuco, i den östra delen av landet, 1 400 km nordost om huvudstaden Brasília.
Omgivningarna runt Riacho Pilões är huvudsakligen savann. Runt Riacho Pilões är det ganska glesbefolkat, med 31 invånare per kvadratkilometer.